# Letterlocking

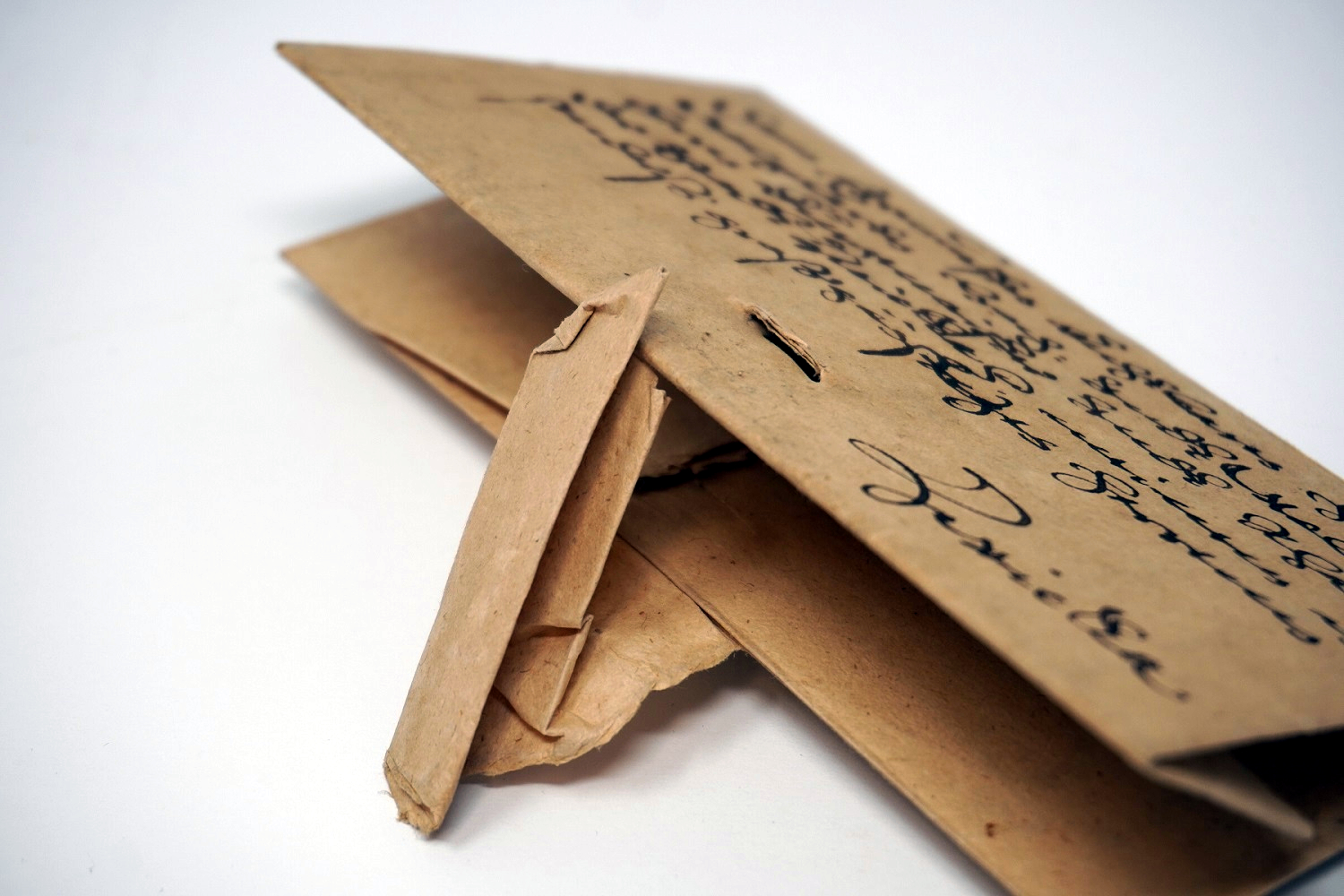
Faltbrief mit Briefschloss aus dem Jahr 1603

Letterlocking (deutsch Briefschloss) ist das Falten und Sichern einer schriftlichen Nachricht auf Papyrus, Pergament oder Papier, ohne dass eine Verpackung, etwa ein Umschlag, nötig wäre. Es handelt sich dabei um eine besondere Form des Faltbriefs, bei der die Sendung durch Letterlocking davor geschützt wird, dass man sie öffnet, liest, verändert und erneut verschlossen weiterschickt.

## Definition und Techniken
Letterlocking ist eine Methode, eine schriftliche Nachricht ohne eine Hülle, etwa einen Briefumschlag, vor dem Lesen zu schützen. Es handelt sich um ein historisches Briefsiegel. Der Begriff charakterisiert die Technik zutreffend, da durch geschicktes Bearbeiten des Papiers wie Falten, Schneiden, Fädeln und abschließendes Befestigen mit Siegelwachs ein Schloss (englisch: lock) erzeugt wird. So wird es unmöglich, den Brief zu öffnen und zu lesen, ohne das Schloss zu zerstören.
Die Methoden sind vielfältig und unterscheiden sich in den verwendeten Techniken und dem Komplexitätsgrad. So ist etwa das Triangle Lock vergleichsweise leicht zu erzeugen, während die Dagger Trap, die beim Öffnen zerstört wird und ein erneutes Verschließen des Briefes verhindert, bis zu 30 Einzelschritte umfasst. Eine verbreitete Technik war auch, ein oder mehrere Löcher in den gefalteten Brief zu stechen und einen Faden durchzuziehen, bevor das Siegel auf den Knoten gedrückt wurde.
Der Begriff geht auf die US-amerikanische Forscherin Jana Dambrogio zurück, die viele auf diese Weise verschlossene Briefe untersucht hat.

## Geschichte

Der Kaufmann Georg Giese ist auf seinem 1532 von Hans Holbein gemalten Porträt eben dabei, einen mittels Letterlocking verschlossenen Brief zu öffnen.

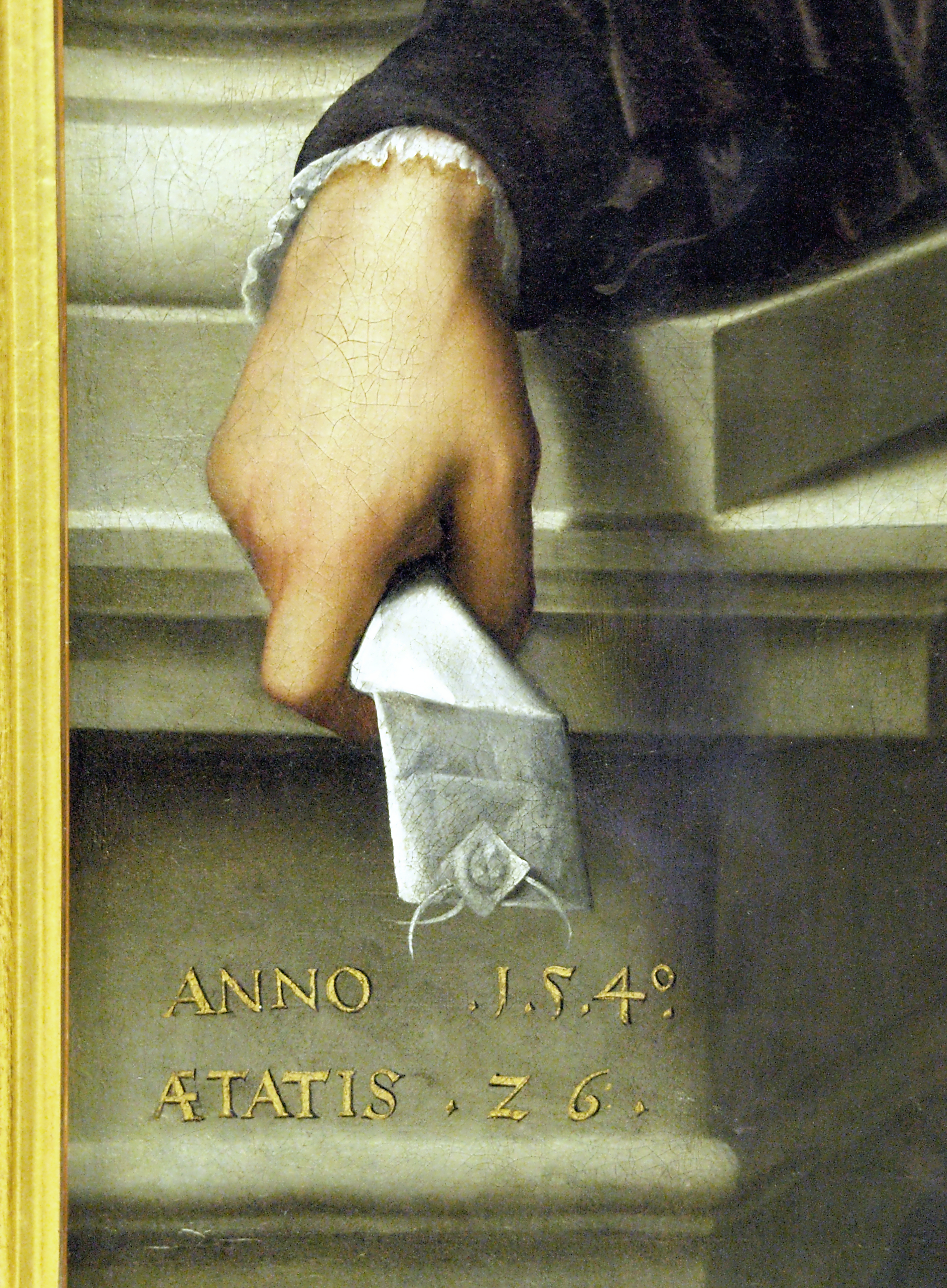
Detail aus dem Porträt des Melchior van Brauweiler von Johan Stefan van Kalkar, Venedig 1540

Letterlocking ist in der westlichen Welt seit dem 13. Jahrhundert bekannt, als biegsames Papier zugänglich wurde, und endet mit der Verbreitung des industriell produzierten Briefumschlages im 19. Jahrhundert. Doch die Geschichte des Versuchs, Texte vor fremden Blicken zu schützen, umfasst tausende Jahre und reicht bis zu den PC-Passwörtern der Gegenwart.
Die Technik des Letterlocking sollte verhindern, dass der Brief unbemerkt geöffnet, gelesen, anschließend erneut verschlossen und weitergeschickt wurde. Die Techniken wurden keinesfalls nur von hochgestellten Persönlichkeiten verwendet. Auch für die Benutzer der Post war das Letterlocking eine notwendige Schutzmaßnahme: In den sogenannten Schwarzen Kammern in europäischen Postämtern, die vom 15. Jahrhundert bis ins 19. Jahrhundert existierten, war das Öffnen der beförderten Post gängige Praxis.
Einige der ältesten erhaltenen Exemplare befinden sich in den Geheimarchiven des Vatikans und gehen bis in das Jahr 1494 zurück.
Maria Stuart versah den letzten Brief, den sie in der Nacht vor ihrer Hinrichtung am 8. Februar 1587 schrieb, mit einem besonders ausgefeilten Briefschloss, da er eine politische Botschaft enthielt. Das Schriftstück enthält gute Wünsche für ihren katholischen Schwager Heinrich III. von Frankreich und rückt die Briefschreiberin in das Licht einer katholischen Märtyrerin, die der Verfolgung im damals bereits protestantischen englischen Königreich ausgesetzt gewesen sei. Die Absenderin verwendete eine von der Forschungsgruppe um Jana Dambrogio als Spiral Lock bezeichnete Technik: Dafür schnitt sie aus dem Briefpapier ein dolchförmiges Eck, trennte es aber nicht ab, sondern fädelte es mehrmals durch Schlitze im fertig gefalteten Brief. So schloss sie die offene Seite ähnlich wie beim Vernähen und befestigte das letzte Ende mit Siegelwachs auf der Vorderseite. Wer dann den Brief lesen wollte, musste das Schloss zerstören und konnte ihn nicht mehr weiterschicken.
Königin Elisabeth I. von England war ebenfalls mit dem Letterlocking vertraut. 2014 wurde einer ihrer verschlossenen Briefe an Viscount Hereford aus dem Jahr 1569 für 38.000 US-Dollar versteigert. Er enthielt den Befehl, ihre missliebige Kusine Maria Stuart, die unter seiner Obhut stand, nach Coventry zu bringen. Der Brief wies viermal zwei waagrechte Schlitze zum Verschließen des Briefes auf. Ein kleiner Riss zeigte, wo der Viscount das Schloss gebrochen hatte.
Am 19. Juni 1603 überreichte der venezianische Diplomat Giovanni Carlo Scaramelli König James Briefe des Dogen von Venedig. Lächelnd bat ihn der König, die Siegel dieser Briefe und auch älterer Schreiben des Dogen zu öffnen; er selbst habe die Nachrichten nicht öffnen können, ohne die Siegel zu brechen. Scaramelli übernahm das Öffnen für ihn.
Auch Machiavelli und Galileo Galilei bedienten sich dieser Methoden. Ebenso beherrschte Königin Marie Antoinette die Technik des Letterlockings. Noch im 19. Jahrhundert wurden die Techniken des Letterlockings benutzt, zum Beispiel durch den Gründer des Massachusetts Institute of Technology (MIT) William Barton Rogers.
Manche Techniken lassen sich sogar nur einem einzigen Absender zuordnen. So schrieb König Charles I. von England über die Spionin Jane Whorwood, er erkenne an der Falttechnik, ob ein Brief von ihr stamme: Er hatte einen nicht signierten Brief erhalten. Da Spione mehrere Handschriften beherrschten und anwendeten, gab ihm die Schrift keinen Aufschluss darüber, wer den Brief verfasst hatte; doch die Falttechnik konnte er eindeutig Whorwood zuordnen. Der Schriftsteller John Donne benutzte eine Letterlocking-Technik, die niemand außer ihm benutzte. Daher waren seine Briefe nicht nur an der Schrift, sondern auch an der Art des Verschlusses zu erkennen.
Letterlocking fand auch Eingang in Bildende Kunst und Literatur. Maler bildeten verschlossene Briefe oft in der Hand von königlichen Persönlichkeiten, Politikern, Dichtern, Dienern, Soldaten, Spionen oder auch Liebenden ab. In Romanen, historischen Werken, Filmen und Theaterstücken spielt das Letterlocking bei wichtigen Briefen mit anstößigem Inhalt ebenfalls eine Rolle.

## Sammlung
1926 wurde dem Postmuseum in Den Haag ein Koffer mit Briefen vermacht. Er hatte dem Ehepaar Marie und Simon de Brienne gehört, die im 17. Jahrhundert Postmeister in Den Haag waren. Er enthielt etwa 2600 ungeöffnete Briefe aus den Jahren 1689 bis 1706 aus ganz Europa, die von ihren Empfängern nicht bei den Postmeistern abgeholt worden waren. Damals musste nicht nur der Absender, sondern auch der Empfänger Postgebühren bezahlen. Wurde die Sendung aber nicht abgeholt, so konnten keine Gebühren eingezogen werden. Die meisten Postmeister erachteten solche Briefe als wertlos und vernichteten sie, aber die de Briennes hofften, jemand werde die Briefe zurückverlangen und dann das Porto bezahlen. Daher gaben sie dem Koffer den Spitznamen Sparschwein und bewahrten die Sendungen auf. Die Briefe ermöglichen einen unzensierten Einblick in das Leben in der frühen Neuzeit, 600 davon sind sogar ungeöffnet. Eine Forschungsgruppe um Jana Dambrogio arbeitete an der Entschlüsselung der Dokumente. Einige dieser Briefe waren mit einem Briefschloss versehen worden.
Die Briefe geben unter anderem auch einen Einblick in das Leben von ganz gewöhnlichen Menschen des 17. Jahrhunderts. So waren etwa Briefe die einzige Möglichkeit des Kontakts zwischen Hugenotten, die während der Verfolgungen unter Ludwig XIV. aus Frankreich geflohen waren, und ihren zurückgebliebenen Familien. Sie geben die emotionale Belastung der von ihren Angehörigen getrennten Geflohenen wieder.

## Forschung
Im März 2021 war in der Fachzeitschrift Nature Communications zu lesen, dass ein Forschungsteam um Jana Dambrogio am Massachusetts Institute of Technology Licht in die Rätsel des Letterlockings gebracht hatte. Der Forschungsgruppe gehören Nadine Akkerman (Universität Leiden/NIAS), David van der Linden (Universität Groningen), Koos Havelaar, Jana Dambrogio (MIT Libraries), Rebekah Ahrendt (Yale University) und Daniel Starza Smith (Lincoln College, Oxford) an. Es war gelungen, einen seit 1697 versiegelten und durch acht Falten gesicherten Brief lesbar zu machen, ohne ihn zu öffnen oder gar zu beschädigen.
Zuvor war er mit der Röntgen-Mikrotomographie gescannt worden, die unter anderem auch in der archäologischen Forschung für die Entschlüsselung von empfindlichen Schriftrollen verwendet wird. Hier gelang es jedoch erstmals, ein sehr komplex gefaltetes Schriftstück zugänglich zu machen: Teile des Briefes waren verzahnt, weil sie durch Schlitze an anderer Stelle durch das Papier hindurchgeführt worden waren.
Wie man sich diese Techniken aneignete und sie weitergab, konnte von der Forschung noch nicht geklärt werden; bisher wurden keine Aufzeichnungen darüber gefunden.